# Solaris Urbino 10
Solaris Urbino 10 je model polského nízkopodlažního autobusu, který v letech 2002–2018 vyráběla společnost Solaris Bus & Coach. Nahradila jej verze Solaris Urbino 10,5.
Desetimetrový model Urbino 10 nahradil ve výrobě devítimetrový typ Urbino 9, který firma Solaris vyráběla od roku 1999. Urbino 10 je tedy dvounápravový městský nízkopodlažní autobus určený pro méně vytížené linky. V pravé bočnici vozu se nacházejí troje dveře (přední jsou jednokřídlé, střední a zadní potom dvoukřídlé).
Vozy Urbino 10 byly původně vyráběny ve druhé generaci autobusů Solaris Urbino. Od roku 2005 byla produkována třetí generace Urbin, tedy druhá upravená varianta desetimetrových vozidel Urbino 10. Nabízeny byly i autobusy Urbino 10 s pohonem CNG.
Většina vyrobených vozů Solaris Urbino 10 byla dodána do polských měst (největším provozovatelem byla firma Mobilis ve Varšavě s 53 vozy), nicméně tento typ byl v počtech několika kusů exportován i například do Norska, Itálie nebo Francie. V Česku zakoupil prvních pět autobusů Urbino 10 v roce 2010 Dopravní podnik Ostrava, který v následujících letech pořídil i další vozy tohoto typu. V roce 2014 a 2015 byly dodány i do Bratislavy.